# آریاشهر دو نفر
آریاشهر دو نفر با نام قبلی به خاطر یک کیف دلار فیلمی کمدی به کارگردانی حمید بهرامیان، تهیه‌کنندگی آذر معماریان و نویسندگی حمید بهرامیان و سید مسعود سعیدی محصول سال ۱۴۰۲ است.

## بازیگران
- محسن کیایی
- مهران احمدی
- پانته‌آ پناهی‌ها
- علی اوجی
- هومن حاجی عبداللهی
- سها نیاستی
- سودابه بیضایی
- خشایار راد
- مریم ماهور
- روزبه اختری
- سجاد پرالک